# Petrônio (centurião)
Petrônio é o nome dado ao centurião de Pôncio Pilatos que comandava os quatro soldados que executaram Jesus. Seu nome não está presente nos evangelhos canônicos, mas é mencionado no Evangelho de Pedro, uma obra pseudepigráfica falsamente atribuída ao apóstolo Pedro.
Este centurião provavelmente estava presente quando Pilatos interrogou Jesus. Observando este julgamento e as outras circunstâncias envolvidas na execução de Jesus na cruz, bem como os miraculosos fenômenos que acompanharam sua morte, o centurião começou a glorificar a Deus, dizendo: “Verdadeiramente este homem era o Filho de Deus.” Sem dúvida, foi a ele que Pilatos perguntou se Jesus estava morto, antes de liberar o corpo para o sepultamento.

## Relatos

### Relato do Evangelho de Pedro
... Os escribas e os fariseus e os anciãos... foram junto de Pilatos, pedindo-lhe e dizendo, 'Dá-nos soldados de forma a que possamos salvaguardar o seu local de sepultura, não vá acontecer que, tendo vindo, os seus discípulos o roubem, e o povo aceite que ele ressuscitou dos mortos, e nos façam mal'. Mas Pilatos deu-lhes Petrônio o centurião com soldados para salvaguardarem o sepulcro... E tendo rolado uma grande pedra, todos os que ali estavam, junto com o centurião e os soldados, colocaram-na contra a porta do local de sepultura... E tendo montado uma tenda ali, eles salvaguardaram-na...
 
Mas na noite em que o dia do Senhor raiou, quando os soldados estavam a salvaguardá-lo dois a dois em cada turno, houve um voz alta no céu, e eles viram que os céus estavam abertos e que dois homens que tinham muito brilho tinham descido de lá e vieram junto do sepulcro... E o sepulcro abriu-se, e os dois homens entraram. E assim aqueles soldados, tendo visto, acordaram o centurião e os anciãos (pois eles também estavam presentes, salvaguardando). E enquanto eles estavam a relatar o que tinham visto, novamente eles viram três homens que saíram do sepulcro, com os dois a apoiarem ao outro, e uma cruz a segui-los, e a cabeça dos dois chegando ao céu...
 
E assim aquelas pessoas estavam à procura de uma perspetiva comum para ir e tornar estas coisas claras a Pilatos... Tendo visto estas coisas, aqueles à volta do centurião apressaram-se de noite perante Pilatos (tendo deixado o sepulcro que estavam a salvaguardar) e descreveram todas as coisas que eles tinham visto, sofrendo imenso e dizendo: 'Verdadeiramente ele era Filho de Deus'. Em resposta Pilatos disse: 'Eu estou do sangue do Filho de Deus, mas foi a vocês que isto pareceu [a coisa a fazer]'. Então todos, vindo para a frente, estavam a pedir-lhe e a exortá-lo para que ordenasse ao centurião e aos soldados que não dissessem nada do que tinham visto. 'Pois', disseram eles, 'é melhor para nós ter a dívida do maior pecado à vista de Deus do que cair nas mãos do povo judeu e sermos apedrejados'. E assim Pilatos ordenou ao centurião e aos soldados que não dissessem nada.— Evangelho de Pedro

### Relato do Evangelho de Marcos
Mas Jesus, dando um grande brado, expirou. E o véu do santuário rasgou-se em duas partes, de alto a baixo. O centurião que estava em frente dele, vendo o tinha acontecido, disse: 'Verdadeiramente, este homem era o Filho de Deus'...

Ao cair da tarde, por ser o dia da preparação, isto é, a véspera do sábado, vindo José de Arimateia, ilustre membro do Sinédrio, dirigiu-se resolutamente a Pilatos e pediu o corpo de Jesus. Mas Pilatos admirou-se de que ele já tivesse morrido. E, tendo chamado o centurião, perguntou-lhe se havia muito que morrera. Após certificar-se, pela informação do centurião, cedeu o corpo a José. Este, baixando o corpo da cruz, envolveu-o em um lençol que comprara e o depositou em um túmulo que tinha sido aberto numa rocha.— Evangelho de Marcos 15:37-46